# Campeonato Mundial de Tiro al Plato de 2005
El XXXI Campeonato Mundial de Tiro al Plato se celebró en Lonato (Italia) entre el 24 y el 31 de mayo de 2005 bajo la organización de la Federación Internacional de Tiro Deportivo (ISSF) y la Federación Italiana de Tiro Deportivo.
Las competiciones se realizaron en el campo de tiro Trap Concaverde de la ciudad italiana.

## Resultados

### Masculino
| Evento               | Oro                                            | Plata                                 | Bronce                               |
| -------------------- | ---------------------------------------------- | ------------------------------------- | ------------------------------------ |
| Foso (30.05)         | Massimo Fabrizzi · Italia · 144 pts.           | Massimiliano Mola · Italia · 142 pts. | Josip Glasnović · Croacia · 141 pts. |
| Foso (equipos)       | Italia · 362                                   | Australia 355                         | Francia 354                          |
| Doble foso (26.05)   | Ahmed al-Maktum · Emiratos Árabes Unidos · 189 | Wang Nan China 187                    | Park Jung-Hwan Corea del Sur 185     |
| Doble foso (equipos) | China 414                                      | Emiratos Árabes Unidos · 411          | Estados Unidos 406                   |
| Skeet (30.05)        | Vincent Hancock Estados Unidos 148             | Ennio Falco · Italia · 147            | James Graves Estados Unidos 146      |
| Skeet (equipos)      | Noruega · 355                                  | Estados Unidos 355                    | Italia · 353                         |

- RM –  récord mundial

### Femenino
| Evento             | Oro                                  | Plata                             | Bronce                            |
| ------------------ | ------------------------------------ | --------------------------------- | --------------------------------- |
| Foso (29.05)       | Deborah Gelisio · Italia · 91 pts.   | Irina Laricheva · Rusia · 90 pts. | Susan Nattrass · Canadá · 89 pts. |
| Foso (equipos)     | Rusia · 202                          | Italia · 202                      | China 197                         |
| Doble foso (26.05) | Wang Jinglin China 113               | Li Qingnian China 108             | Monica Girotto · Italia · 107     |
| Skeet (29.05)      | Véronique Girardet-Allard Francia 96 | Cristina Vitali · Italia · 93     | Danka Barteková · Eslovaquia · 92 |
| Skeet (equipos)    | Italia · 210                         | Eslovaquia · 201                  | Estados Unidos 196                |

- RM –  récord mundial

## Medallero
| Núm. | País                   | Oro | Plata | Bronce | Total |
| ---- | ---------------------- | --- | ----- | ------ | ----- |
| 1    | Italia                 | 4   | 4     | 2      | 10    |
| 2    | China                  | 2   | 2     | 1      | 5     |
| 3    | Estados Unidos         | 1   | 1     | 3      | 5     |
| 4    | Emiratos Árabes Unidos | 1   | 1     | 0      | 2     |
|      | Rusia                  | 1   | 1     | 0      | 2     |
| 6    | Francia                | 1   | 0     | 1      | 2     |
| 7    | Noruega                | 1   | 0     | 0      | 1     |
| 8    | Eslovaquia             | 0   | 1     | 1      | 2     |
| 9    | Australia              | 0   | 1     | 0      | 1     |
| 10   | Canadá                 | 0   | 0     | 1      | 1     |
|      | Corea del Sur          | 0   | 0     | 1      | 1     |
|      | Croacia                | 0   | 0     | 1      | 1     |
|      | TOTAL                  | 11  | 11    | 11     | 33    |